# Andilly-en-Bassigny
Andilly-en-Bassigny település Franciaországban, Haute-Marne megyében. Lakosainak száma 106 fő (2022. január 1.). Andilly-en-Bassigny Marcilly-en-Bassigny, Val-de-Meuse, Plesnoy, Poiseul, Rançonnières, Avrecourt és Celles-en-Bassigny községekkel határos.

## Népesség
A település népességének változása:
| Lakosok száma | 182  | 112  | 108  | 115  | 110  | 109  | 106  | 105  | 105  | 106  |
|               | 1968 | 1990 | 2006 | 2011 | 2015 | 2016 | 2018 | 2019 | 2021 | 2022 |